# Grotte de Sabart
La grotte de Sabart est une grotte située sur le territoire de la commune de Tarascon-sur-Ariège, dans le Haut Sabarthès, en Ariège. 

## Spéléométrie
La dénivellation de la grotte de Sabart est de 136 m (-8 ; +128) pour un développement de 2 800 m,

## Géologie
La cavité se développe dans les calcaires d'âges jurassiques et éocrétacés.
La grotte présente de grands volumes souterrains.

## Histoire
Les grottes de Sabart, Lombrives et Niaux constituent un système karstique (réseau souterrain) de plus de quatorze kilomètres. Le site est utilisé également pour l'escalade.

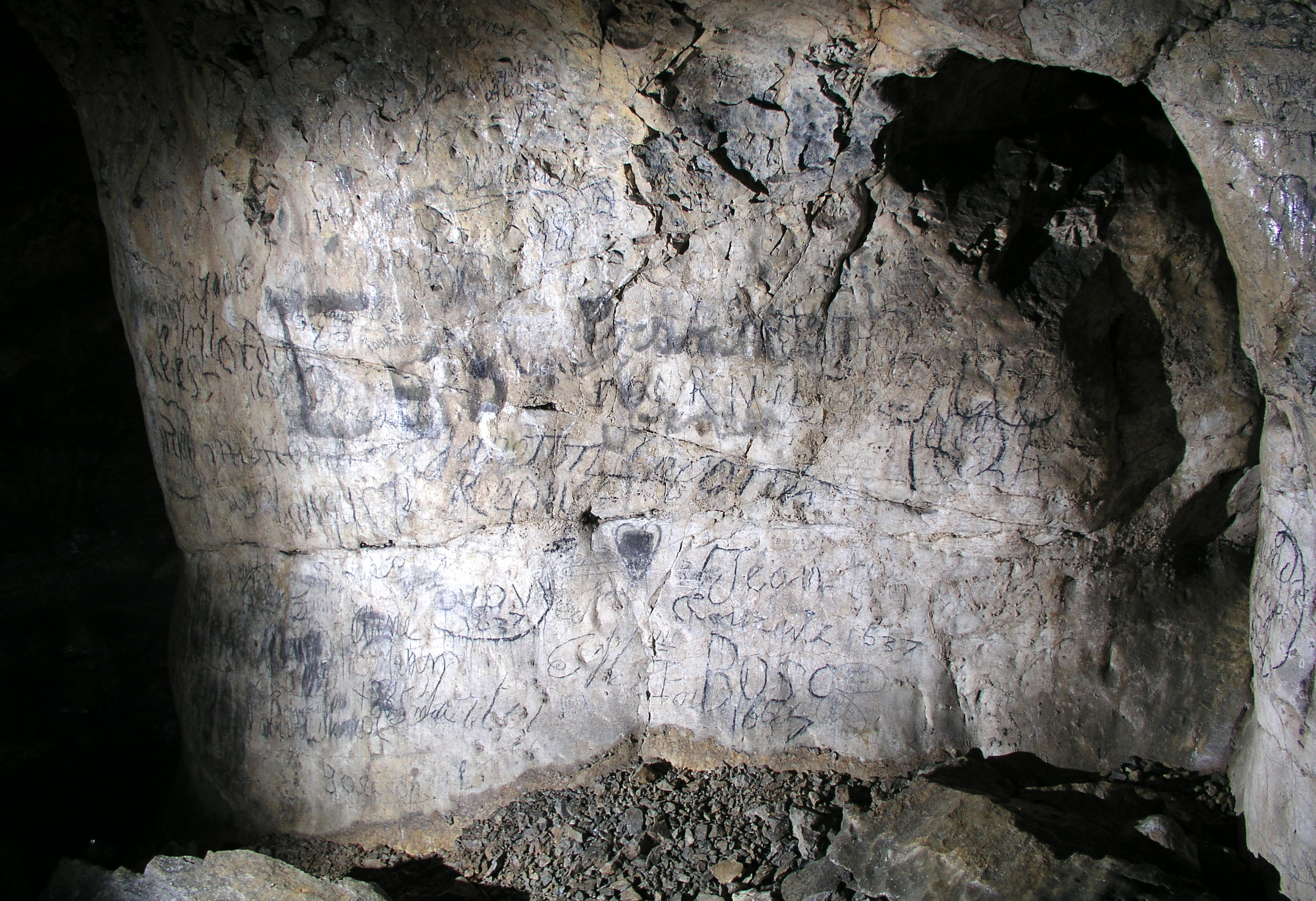
Graffitis anciens de la grotte de Sabart.

La grotte abrite des signatures et graffitis anciens du XVIIe siècle qui attestent la notoriété de la grotte.